# 楊毅
楊 毅（よう き、? - 337年）は、前仇池の第3代君主。父は第2代君主楊難敵。弟は楊宋奴。

## 略歴
334年1月、楊難敵が没するとその後を継ぎ、使持節・龍驤将軍・左賢王・下弁公を称した。また、楊堅頭（楊難敵の末弟）の子の楊槃を使持節・冠軍将軍・右賢王に任じ、河池公に封じた。また、東晋へ使者を派遣して称藩すると、楊毅は征南将軍に、楊槃は征東将軍に任じられた。
337年11月、族兄の楊初に殺害された。楊初はその衆を纏め上げて仇池公を称した。